# Margaritolobium luteum
Margaritolobium luteum är en ärtväxtart som först beskrevs av Ivan Murray Johnston, och fick sitt nu gällande namn av Hermann August Theodor Harms. Margaritolobium luteum ingår i släktet Margaritolobium och familjen ärtväxter. Inga underarter finns listade i Catalogue of Life.